# Hackledt (Adelsgeschlecht)
Hackledt ist der Name eines altbayerischen Adelsgeschlechts, das aus dem Innviertel stammte und dort über mehrere Jahrhunderte auch seinen Schwerpunkt hatte. Die Angehörigen dieses Geschlechtes, das sich später in mehrere Linien teilte, waren vor allem als Besitzer und Verwalter von Hofmarken von Bedeutung, einige waren auch Beamte der bayerischen Herzöge und der Fürstbischöfe von Passau.

Wappen der Familie von Hackledt nach Johann Siebmachers Wappenbuch

## Geschichte

### Herkunft
Die Herren von Hackledt (andere Schreibweisen sind u. a. Hacklöd, Häckelöder oder Häckhledt) hatten ihren Stammsitz, das Schloss Hackledt, in der heutigen Gemeinde Eggerding. Die Herren von Hackledt erscheinen zum ersten Mal im 14. Jahrhundert, einer Familienüberlieferung nach soll Dietrich Hackelödter 1322 in der Schlacht bei Mühldorf als Hauptmann der Fußtruppen des Bischofs von Passau gekämpft haben.
Der erste historisch fassbare Angehörige der Familie ist jedoch Chunrat Hächelöder, der 1377 in einer Schenkungsurkunde der Pfarrleute von St. Marienkirchen bei Schärding genannt wird, als die Pfarrgemeinde mit Bischof Albert von Passau die Stiftung eines eigenen Pfarrhofes vereinbarte.
Die ununterbrochene Stammreihe beginnt 1451 mit Matthias I. von Hackledt, einem Hofrichter des Augustiner-Chorherren-Stiftes Reichersberg.

### 16. Jahrhundert
Die Hackledter galten frühzeitig als adelig und hatten auch ein althergebrachtes Wappen. Zu Beginn des 16. Jahrhunderts werden in den bayerischen Landtafeln mehrere Angehörige des Geschlechts erwähnt. 1533 wurde Bernhard I. von Hackledt, der Sohn des Matthias I., durch den römisch-deutschen König und späteren Kaiser Ferdinand I. im Adelsstand bestätigt. Im Jahr darauf erhielt die Familie durch die Wittelsbacher Wilhelm IV. und Ludwig X. die Anerkennung des Adels im Herzogtum Bayern.
In den folgenden Jahrhunderten entwickelten sie sich zu einem blühenden Geschlecht, das besonders in der Gegend um Eggerding, St. Marienkirchen, Mayrhof, Reichersberg und Griesbach im Rottal weitläufigen Grundbesitz erwarb.
Um Erbstreitigkeiten in der Familie zu vermeiden, teilten die beiden Söhne des Bernhard I. von Hackledt, Wolfgang II. und Hans I., in der zweiten Hälfte des 16. Jahrhunderts den damaligen Familienbesitz unter sich auf: Wolfgang II. von Hackledt erhielt dabei den Stammsitz Hackledt, Hans I. von Hackledt das in der Pfarre Antiesenhofen gelegene Schloss Maasbach. Die von Wolfgang II. abstammende Hauptlinie verblieb seither auf Schloss Hackledt, mit den Nachkommen des Hans I. existierte über zwei Jahrhunderte zudem eine bedeutende Linie auf Schloss Maasbach, der zeitweise auch das Schloss Wimhub bei St. Veit im Innkreis gehörte und die im 17. Jahrhundert ausstarb.
Matthias II. von Hackledt (Matthias Hackleder), einer der Söhne des oben erwähnten Wolfgang II., war ebenfalls ein bedeutender Grundbesitzer. Er war Beamter der landesfürstlichen Verwaltung und Richter in Mattighofen, erwarb aber auch einen stattlichen Grundbesitz mit den Schlössern Wimhub und Brunnthal, die zuvor bereits zeitweise im Besitz anderer Hackledter gewesen waren. Nach seinem Tod 1616 gingen seine Güter zunächst auf seine Tochter und nach deren Tod 1637 schließlich auf ihren entfernten Verwandten Johann Georg von Hackledt († 1677, siehe unten) über.
Nachdem protestantische Prediger das Innviertel erreicht hatten, und Kaiser Maximilian II. dem Adel durch die Religionskonzession von 1568 die freie Religionsausübung gestattete, bekannten sich auch zahlreiche Personen aus dieser Familie zur lutherischen Konfession. Während der Gegenreformation kehrten sie jedoch wieder zum Katholizismus zurück.

### 17. Jahrhundert

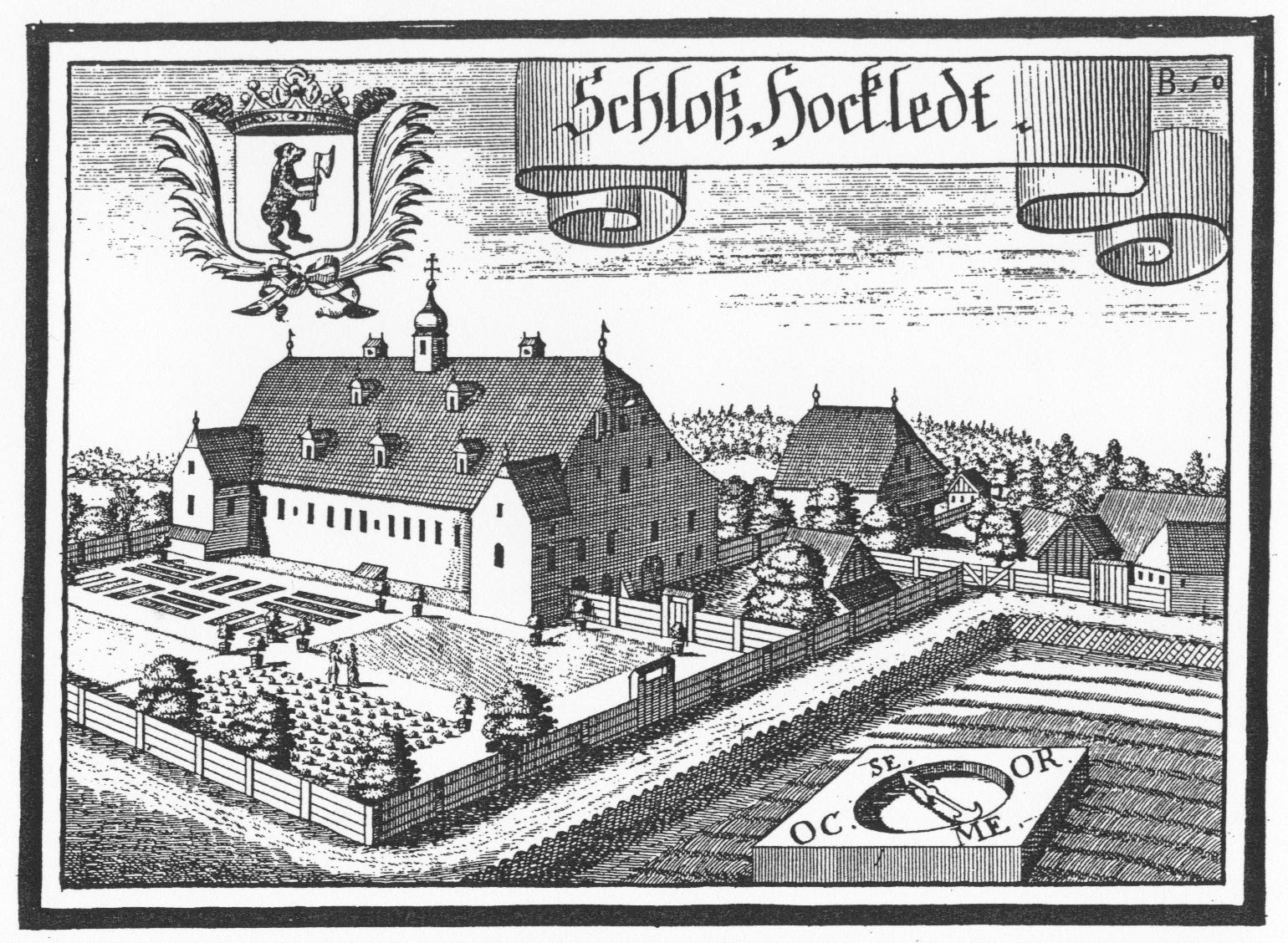
Kupferstich des Schlosses Hackledt von Michael Wening aus dem Jahr 1721

Johann Georg von Hackledt (1611–1677), ein Urenkel des bereits mehrfach erwähnten Wolfgang II., ließ um 1664 das Stammschloss ausbauen und wesentlich vergrößern. Dabei wurde der Schlossgraben zugeschüttet und an seiner Stelle ein Verlängerungsbau errichtet. Gleichzeitig wurde die Anlage im Geschmack der Zeit barockisiert und die Schlosskapelle zu Ehren des Hl. Jakob und der Hl. Anna eingebaut. Das Schloss erhielt dabei jenes Aussehen, das auch im Kupferstich von Michael Wening überliefert ist. Johann Georg erbte von einer entfernten Verwandten – nämlich der 1637 verstorbenen Tochter des Matthias II. von Hackledt – außerdem die Schlösser Wimhub und Brunnthal bei St. Veit im Innkreis, die er allerdings nicht selber bewohnte, sondern von Angestellten verwalten ließ.
Seine wichtigsten Grablegen hatte das Geschlecht der Hackledter in der Pfarrkirche St. Marienkirchen bei Schärding und in der Filialkirche St. Veit bei Altheim.

### 18. Jahrhundert

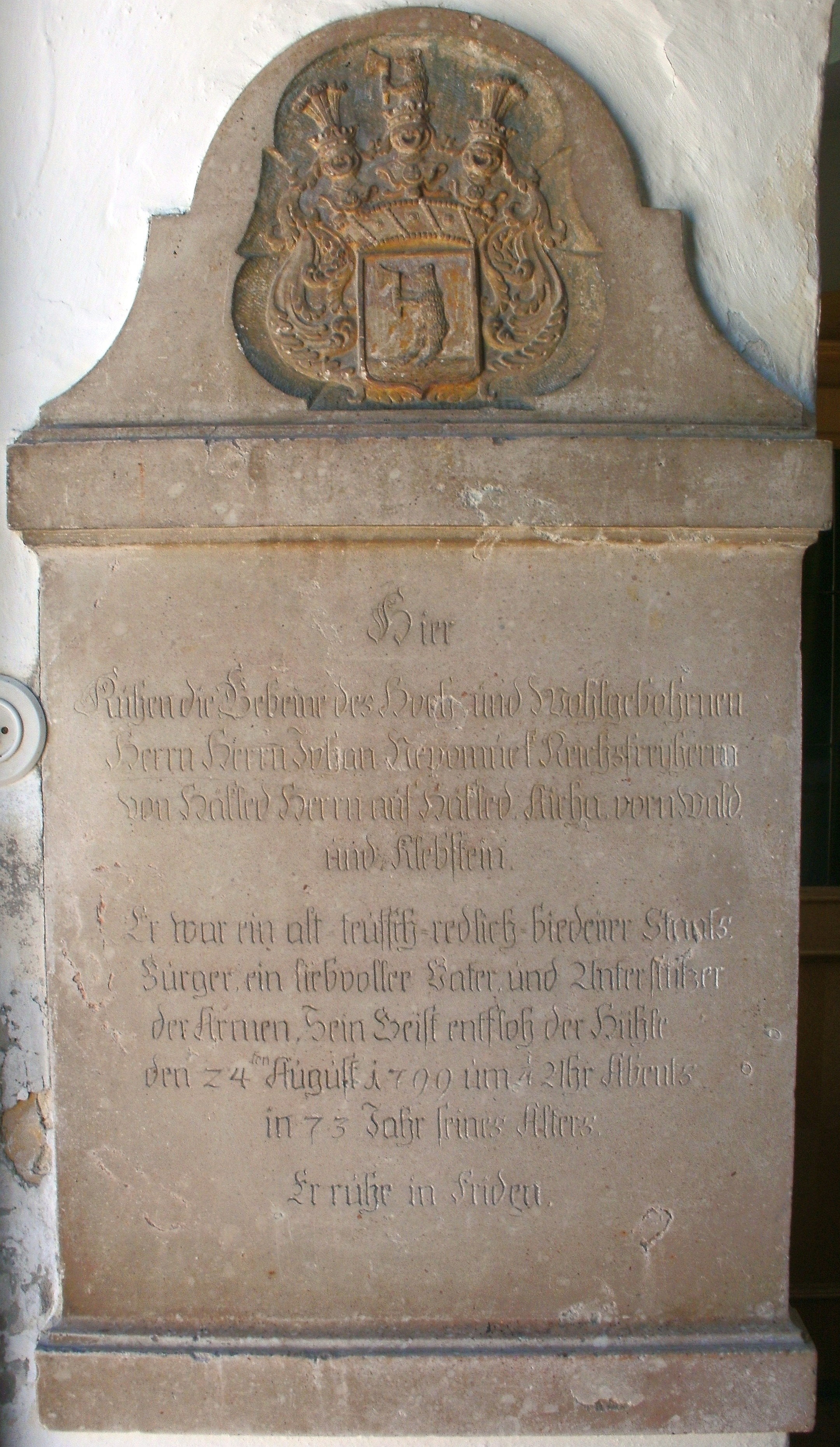
Pfarrkirche St. Marienkirchen, Epitaph des Johann Nepomuk von Hackledt (1727–1799)

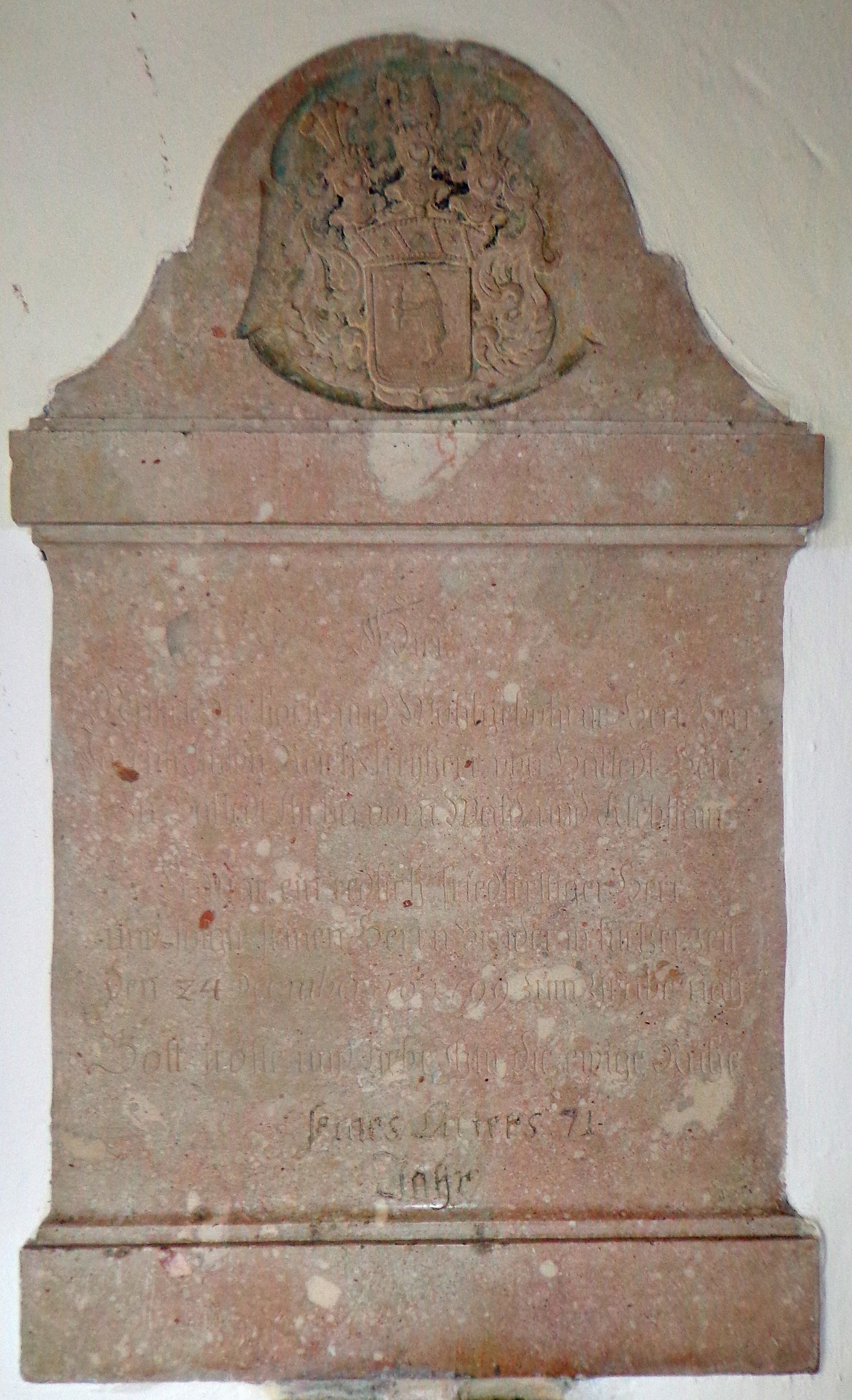
Pfarrkirche St. Marienkirchen, Epitaph des Joseph Anton von Hackledt (1729–1799)

Im 18. Jahrhundert teilten sich die Nachkommen des Johann Georg von Hackledt in drei neue Linien: Sein Sohn Wolfgang Matthias von Hackledt (1649–1722) hatte drei Söhne, die je eine Linie des Geschlechtes begründeten: Franz Joseph Anton († 1729) verblieb auf Schloss Hackledt, sein Bruder Johann Karl Joseph I. († 1747) erhielt den Sitz Wimhub, und der dritte Bruder Paul Anton Joseph († 1752) erhielt den Sitz Brunnthal, wohnte aber vorerst weiterhin in Wimhub, ehe er auf das von seiner Gemahlin ererbte Schloss Teichstätt bei Lengau übersiedelte.
1739 wurden die beiden Söhne des Franz Joseph Anton († 1729) aus der Linie auf Hackledt, Johann Nepomuk (1727–1799) und Joseph Anton (1729–1799), durch Kurfürst Karl Albrecht von Bayern in den Freiherrenstand erhoben.
1779 kam das Innviertel nach dem Frieden von Teschen an die Habsburger. Es gehörte seither nicht mehr zum Rentamt Burghausen, sondern zu Österreich ob der Enns. Auch die Herren von Hackledt kamen mit ihrem Besitz im Innviertel unter österreichische Landeshoheit, besaßen aber weiterhin Schlösser in Bayern, wie Großköllnbach (bei Pilsting), Klebstein (bei Schönberg) und Aicha vorm Wald (bei Vilshofen). Zur Hofmark des Schlosses Hackledt gehörten um diese Zeit insgesamt 60 untertänige Güter, vor allem Bauernhöfe.
Leopold Ludwig Karl von Hackledt (1763–1824) aus der Linie auf Teichstätt, einem Enkel des Paul Anton Joseph († 1752), wurden 1787 durch Kaiser Joseph II. der erbländisch-österreichische Freiherrenstand und der Reichsfreiherrenstand sowie eine Wappenbesserung verliehen. 1813 erfolgte die Immatrikulation des Geschlechtes in die bayerische Adelsmatrikel.

### 19. Jahrhundert
Die Anwesenheit der Familie auf dem Schloss Hackledt fand Anfang des 19. Jahrhunderts ihr Ende, als der kinderlose Joseph Anton Freiherr von Hackledt (1729–1799) seinen entfernten Verwandten Johann Nepomuk Freiherrn von Peckenzell aus Dorfbach als Universalerben einsetzte. 1799 und 1800 erloschen die Linien der Familie auf den Schlössern Hackledt und Wimhub. Als damit das Aussterben der Hackledter bevorstand, gestattete Kaiser Ferdinand I. im Jahr 1846 auf Betreiben der Schwester des Leopold Ludwig Karl dessen Enkel Johann, und seinen Nachkommen, die Führung des Adels und Wappens der Familie. Der erwähnte Freiherr von Peckenzell verkaufte das Schloss Hackledt 1839 um 27.000 Gulden an das Stift Reichersberg.

## Schlösser und Landgüter
Die Familie von Hackledt war im Lauf ihrer Geschichte auf den unten aufgeführten Schlössern ansässig. In einigen Fällen über Jahrhunderte, in anderen auch nur für eine Generation. Die Bedeutung der einzelnen Herrschaften, zu denen stets auch eine Reihe von Untertanengütern gehörten, war dabei sehr unterschiedlich. Einige hatten den rechtlichen Status einer Hofmark, andere den eines Edelsitzes oder eines Sedelhofes:
- Schloss Aicha vorm Wald bei Vilshofen.
- Schloss Brunnthal bei St. Veit im Innkreis.
- Schloss Erlbach bei Kirchham.
- Schloss Großköllnbach bei Pilsting.
- Schloss Hackledt bei Eggerding.
- Schloss Klebstein bei Schönberg.
- Schloss Langquart bei Bodenkirchen.
- Schloss Maasbach bei Eggerding.
- Schloss Oberhöcking bei Landau an der Isar.
- Schloss Saalhof bei Maishofen.
- Schloss Schörgern bei Andorf.
- Schloss Teichstätt bei Lengau.
- Schloss Teufenbach bei St. Florian am Inn.
- Schloss Triftern bei Pfarrkirchen.
- Schloss Wimhub bei St. Veit im Innkreis.

## Bedeutung
Die Herren von Hackledt können aufgrund ihrer sozialen und ökonomischen Stellung als repräsentativer Querschnitt durch den niederen Adel des Innviertels in der frühen Neuzeit angesehen werden. Sie sind durch eine Reihe von wissenschaftlichen Studien auch außergewöhnlich gut erforscht. 2002 wurden ihre Grabdenkmäler im Rahmen der „Deutschen Inschriften“ katalogisiert, seit 2009 liegen zudem detaillierte Biographien aller bekannten Familienmitglieder (insgesamt 117) sowie Besitzgeschichten ihrer Güter (insgesamt 60) vor.
Zwar gehörten die Hackledter weder zu den größten Grundbesitzern des Innviertels noch erlangten sie je einen bedeutenden politischen Einfluss, sie brachten auch nie eine Einzelperson von überragender historischer Bedeutung hervor. Als Grund- und Gerichtsherren auf lokaler Ebene kam ihnen in den Dörfern ihres Herrschaftsbereiches jedoch eine besondere Geltung zu. Von ihren Hofmarken, Edelsitzen und Sedelhöfen, die in vor allem in den altbayerischen Rentämtern Burghausen und Landshut lagen, übten Generationen von Hackledtern ihre lokalen Rechte der Verwaltung und der Niedergerichtsbarkeit über ihre Untertanen, Dorfbewohner und Pfarrmitglieder aus. Andere Familienmitglieder bekleideten Positionen in der zivilen und militärischen Beamtenschaft Bayerns und des Fürstbistums Passau. Ihr Werdegang illustriert zudem die Geschichte der Region, da sie entweder selbst oder über ihre Verwandtschaft an fast allen großen historischen Ereignissen beteiligt waren, die den Innkreis in der Neuzeit berührten.

## Wappen

### Stammwappen
Das Stammwappen der Familie von Hackledt zeigt in Gold einen aufgerichteten schwarzen Bären mit roter Zunge, der in seinen Vordertatzen ein silbernes Beil pfahlweise hält. Auf dem Helm mit schwarz-goldenen Decken der wachsende Bär mit dem Beil. Bei den Standeserhöhungen wurde das Wappen durch Wappenbesserungen jeweils leicht verändert.

### Wappensage

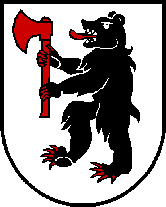
Gemeindewappen Eggerding

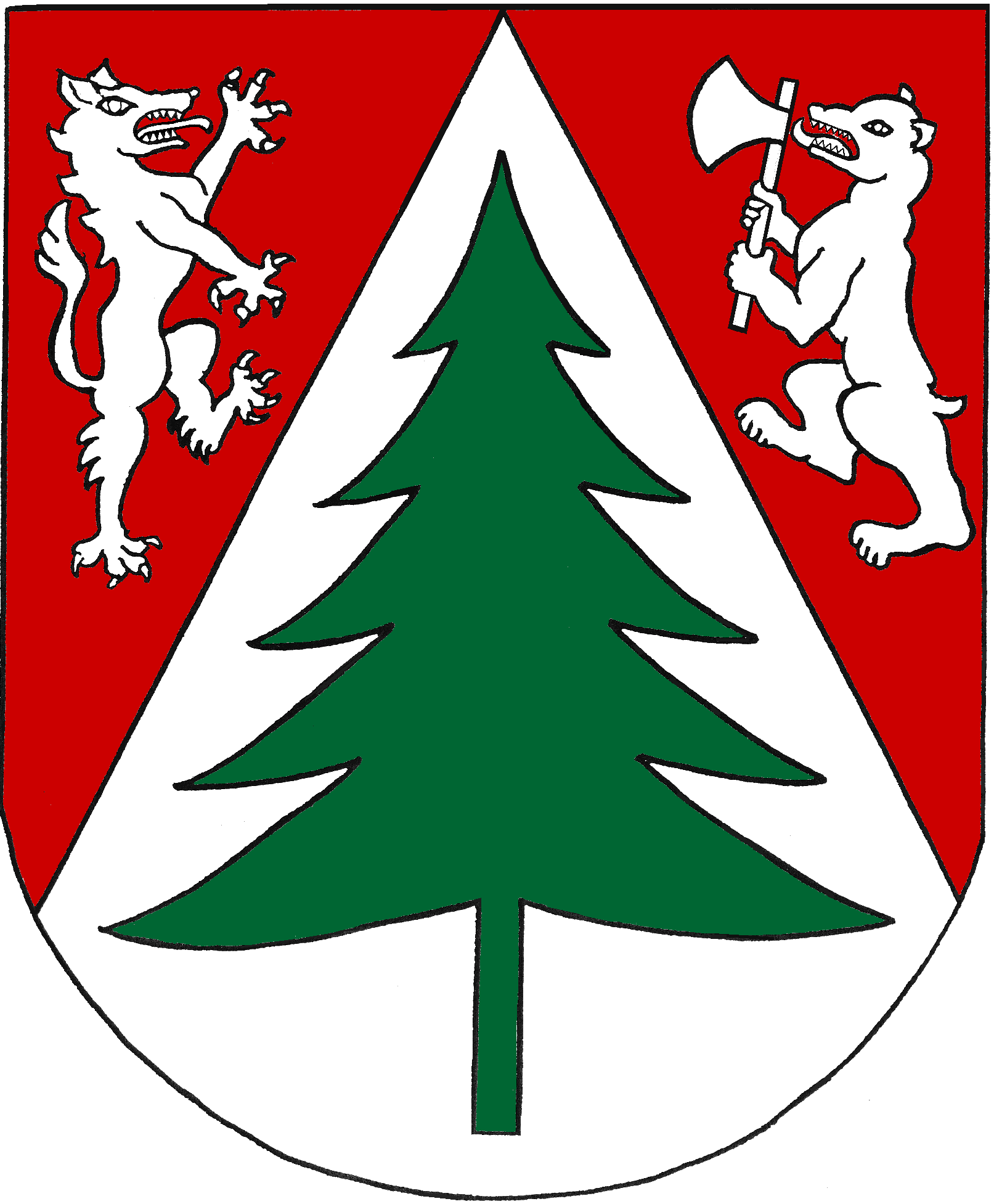
Gemeindewappen St. Marienkirchen

Um die Familie von Hackledt rankt sich folgende Legende: „Eines Tages machten sich einige Bauern auf, um in die Wälder zu gehen und Boden für neue Äcker zu roden. Die Gegend war früher dicht bewaldet und gehörte zum Bistum Passau. Die Bauern fällten in harter Arbeit viele Bäume, bis eine Lichtung entstand, eine Ödung. Da stürzte sich ein Bär auf sie. Ein Jäger, der zufällig vorbeigeritten war, nahm die Verfolgung auf. Er hieß Bernhart. Als er lange im Wald herumgestreift war fand er auf einem Baumstumpf ein Marienbild. Schließlich entdeckte er den Bären in einer sumpfigen Gegend unter einer großen Fichte. Nach heftigem Kampf konnte er den Bären mit seinem Beil besiegen. Die Bauern schenkten ihm zum Dank das Grundstück, das sie vorher gerodet hatten. Bernhart nannte diesen Besitz die Hackel-Öde, nach der Art, wie die Bauern den Boden bewohnbar gemacht hatten. Seine Nachkommen bauten sich später dort ein Schloss. Sie wurden die Hackel-Öder genannt. Das Marienbild, das Bernhart im Wald gefunden hatte, hängten die Bauern an die Fichte, unter der er den Bären besiegt hatte. Bald besuchten viele Wallfahrer dieses Marienbild. Sie bauten dort eine hölzerne Kapelle Maria im Moos und später auch Häuser. So entstand der Ort Sankt Marienkirchen mit seiner Pfarrkirche.“

### Gemeindewappen
Der Bär aus dem Familienwappen wurde später in die Gemeindewappen von Eggerding und St. Marienkirchen bei Schärding übernommen, die durch ihre Gestaltung auch auf die Wappensage hinweisen. Die Gemeinde Eggerding erhielt ihr Wappen 1979 durch die oberösterreichische Landesregierung verliehen, die Gemeinde St. Marienkirchen im Jahr 1981.